# Comuna Vîsîpivți, Zboriv
Vîsîpivți (în ucraineană Висипівці) este o comună în raionul Zboriv, regiunea Ternopil, Ucraina, formată din satele Kokutkivți, Seredînți, Vîsîpivți (reședința) și Vorobiivka.

## Demografie
Componența lingvistică a comunei Vîsîpivți
     Ucraineană (99,78%)
     Alte limbi (0,22%)
Conform recensământului din 2001, majoritatea populației comunei Vîsîpivți era vorbitoare de ucraineană (99,78%), existând în minoritate și vorbitori de alte limbi.